# 지리산성모
지리산성모(智異山聖母)는, 대한민국 남부 지리산의 산정군 천왕당에 모셔져 있는 성모로,  무속 설화에서 고려의 태조 왕건의 어머니로 간주된다.

## 비고
- 경상남도 산청군 소재의 지리산 성모상은 경상남도 민속문화재 제14호로 지정되어 있다.

## 참고 문헌
- 野村伸一 (2001년 4월). 《東シナ海周辺の女神信仰という視点 (特集 東シナ海周辺の女性祭祀と女神信仰)》. 慶応義塾大学日吉紀要 言語・文化・コミュニケーション. 慶應義塾大学日吉紀要刊行委員会. ISSN AN10032394 |issn= 값 확인 필요 (도움말). 다음 글자 무시됨: ‘和書’ (도움말)野村伸一 (2001년 4월). 《東シナ海周辺の女神信仰という視点 (特集 東シナ海周辺の女性祭祀と女神信仰)》. 慶応義塾大学日吉紀要 言語・文化・コミュニケーション. 慶應義塾大学日吉紀要刊行委員会. ISSN AN10032394 |issn= 값 확인 필요 (도움말). 다음 글자 무시됨: ‘和書’ (도움말)野村伸一 (2001년 4월). 《東シナ海周辺の女神信仰という視点 (特集 東シナ海周辺の女性祭祀と女神信仰)》. 慶応義塾大学日吉紀要 言語・文化・コミュニケーション. 慶應義塾大学日吉紀要刊行委員会. ISSN AN10032394 |issn= 값 확인 필요 (도움말). 다음 글자 무시됨: ‘和書’ (도움말)

## 같이 보기
- 지리산